# Tossal de la Mola
El Tossal de la Mola és una muntanya de 572 metres que es troba al municipi de les Borges Blanques, a la comarca catalana de les Garrigues.